# John Kricfalusi

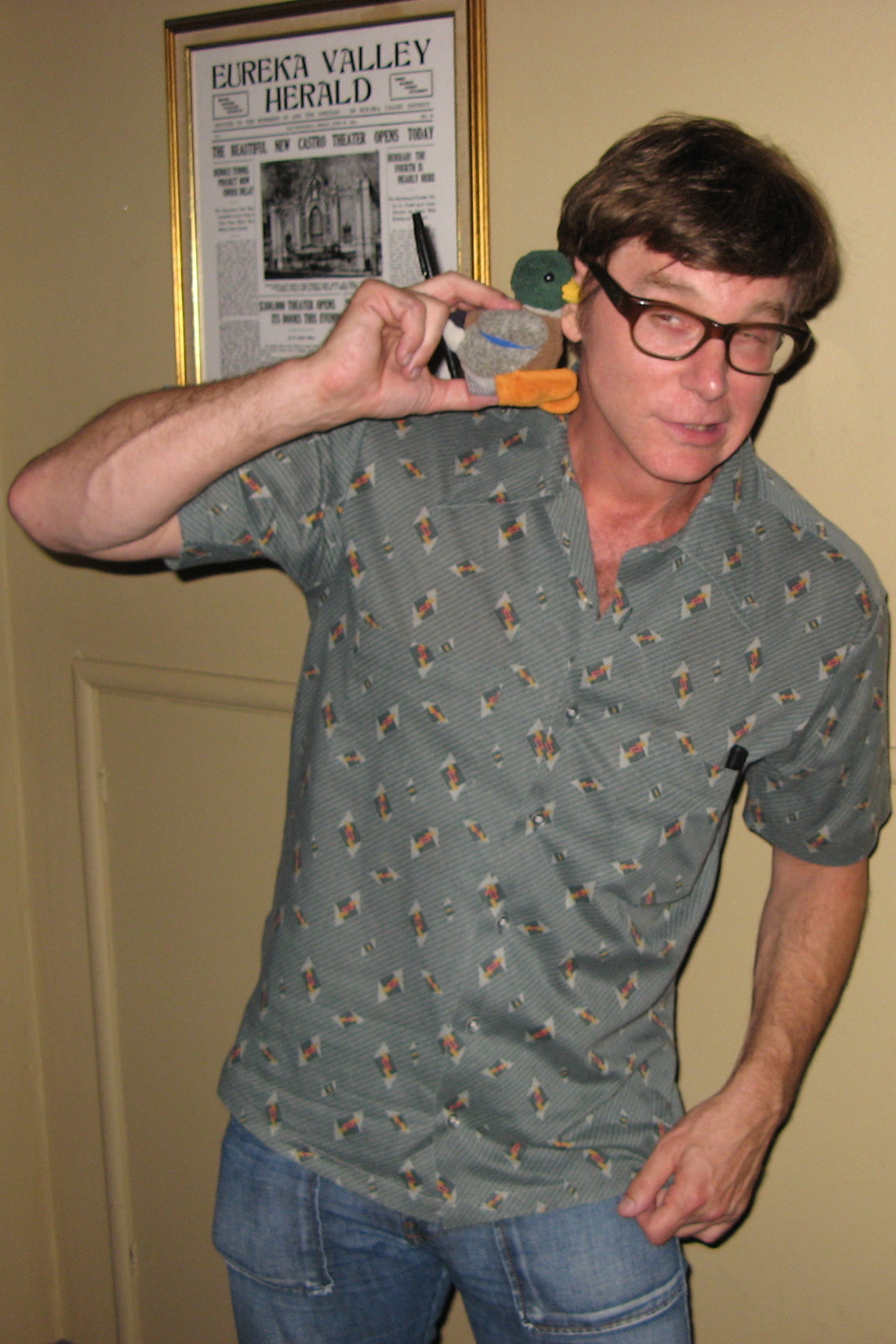
John Kricfalusi
(San Francisco, Juli 2006)

Michael John Kricfalusi (* 9. September 1955 in Chicoutimi) ist ein kanadischer Künstler. Er ist bekannt als John Kricfalusi oder John K.
John Kricfalusi ist der Erfinder der in Deutschland 1996–1998 ausgestrahlten Zeichentrickserie Ren and Stimpy. Kricfalusi verkaufte seine Sendung 1991 an den amerikanischen Kinder-TV-Sender Nickelodeon. Es stammen allerdings lediglich die ersten neunzehn der insgesamt fünfundfünfzig Episoden von ihm selbst, da er von Nickelodeon nach einem Disput entlassen wurde. Die Begründung lautete seitens Nickelodeon, er habe Produktionszeitpläne nicht eingehalten. Kricfalusi selbst behauptet, der wahre Grund sei gewesen, dass Nickelodeon seine Ideen für geschmacklos und nicht kindgerecht hielt. Nickelodeon nahm die weitere Produktion der Serie ohne Kricfalusi auf.

## Stil und Wirken
John Kricfalusi pflegt in seinen Arbeiten einen ausgeprägten Retrostil, da er sich besonders für die klassischen Warner Bros. Looney Tunes Cartoons der Dreißiger- bis Sechzigerjahre interessiert und nach eigenem Bekennen stark von Trickfilmregisseuren wie Robert „Bob“ Clampett beeinflusst wurde. Den moderneren Trickfilmproduktionen der Siebzigerjahre bis zur Gegenwart steht er meist kategorisch ablehnend gegenüber und kritisiert deren Stil und Inhalt in seinem Weblog ausgiebig. Viele Trickfilmschaffende attestieren John Kricfalusi außerordentliches Talent und der anfängliche Erfolg der Ren und Stimpy Show führte in den frühen neunziger Jahren zu einer Rückbesinnung auf die Tugenden klassischer Cartoons.
Im Jahr 2001 hatte The Ripping Friends auf dem amerikanischen Sender FOX Premiere. Hierbei handelte es sich um eine grelle Superheldenparodie, deren Stil und Inhalt an Ren und Stimpy anknüpfte. Die Serie wurde jedoch nach nur dreizehn Episoden wieder eingestellt und nie im deutschen Fernsehen gezeigt. Eine Neuauflage der Ren & Stimpy Cartoons wurde von 2003 bis 2004 vom amerikanischen Sender Spike TV, einem Tochtersender MTVs, produziert. Kricfalusi wurden bei der Produktion größere kreative Freiheiten als von Nickelodeon eingeräumt, was zu beträchtlich kontroverseren Inhalten führte. Als Folge interner Streitigkeiten mit den Geldgebern wurde die Produktion jedoch wieder eingestellt, diverse Folgen bleiben bis auf den heutigen Tag unausgestrahlt.
Kricfalusis Animationen tauchen auch in Musikvideos von Björk, Tenacious D und Weird Al Yankovic auf.

## Kritik
Filmhistoriker Michael Barrier kritisierte Kricfalusis wiederkehrendes Thema ekelerregender Szenarien und Bilder, um Geschichten grotesk komisch wirken zu lassen. Barrier wirft Kricfalusi außerdem vor, durch seinen einseitigen Geschmack das volle Potential des Mediums Trickfilm weder verstehen noch ausnutzen zu können.
Billy West, ein bekannter amerikanischer Synchronsprecher, warf Kricfalusi vor, nach dessen Entlassung durch Nickelodeon ihn dazu genötigt zu haben, seine Sprechrollen in der Ren & Stimpy Show aufzugeben. Laut West wollte Kricfalusi so Druck auf das Nickelodeon Management ausüben, worauf sich West jedoch nicht einließ. Aufgrund anhaltender Differenzen weigerte sich West außerdem, in der Neuauflage der Ren & Stimpy Cartoons seine alten Rollen wieder zu übernehmen.
2012 startete Kricfalusi eine Kampagne auf der Crowdfunding-Webseite Kickstarter, um die Produktion eines circa zehnminütigen Trickfilms zu finanzieren. Der Cartoon mit dem Arbeitstitel Cans Without Labels beinhaltete Figuren, die mehr oder weniger lose mit dem Ren-and-Stimpy-Kosmos verknüpft waren. Dank Kricfalusis Ruf innerhalb seiner Fangemeinde sowie dem Versprechen großzügiger Zusatzbelohnungen übertraf die Kampagne das angepeilte Spendenziel von 110.000 US-Dollar und nahm über 135.000 Dollar ein. Nach anfänglich regelmäßigen Updates über das Fortschreiten der Produktion ebbte die Kommunikation mit den Spendern jedoch nach und nach ab und der Veröffentlichungstermin des Films im Februar 2013 wurde schon bald deutlich überzogen. Zwischenzeitlich führte Kricfalusi zwar Rohfassungen des Films vor, die ein Zusammenschnitt großteils unfertiger Szenen, Storyboards und Skizzen waren, doch wurden die Fragen nach der Fertigstellung mit der Zeit fast völlig ignoriert. Auch die versprochenen Belohnungen für Spenden wurden nur unvollständig bearbeitet. Es wurde im Mai 2019 damit begonnen, DVDs mit der fertigen Version des Films Kickstarter-Unterstützern zukommen zu lassen.
Am 29. März 2018 veröffentlichte das amerikanische Medienportal BuzzFeed einen Artikel mit detaillierten Interviews zweier ehemaliger Mitarbeiterinnen von Kricfalusis Produktionsfirma Spumco. Die Frauen sagten darin aus, dass sie als Praktikantinnen zum Ende der neunziger Jahre von Kricfalusi mit dem Versprechen, ihre Karrieren als Zeichnerinnen zu fördern, in sein Studio geholt wurden. Eine der Frauen war zu diesem Zeitpunkt nach damals geltendem kalifornischem Gesetz noch minderjährig. Neben Anstellungen in seiner Firma entwickelten sich jedoch auch persönliche Beziehungen zwischen ihnen und ihrem Gönner, die beide rückblickend als sexuell missbräuchlich empfanden.